# Mordellistena conformis
Mordellistena conformis är en skalbaggsart som beskrevs av Smith 1883. Mordellistena conformis ingår i släktet Mordellistena och familjen tornbaggar. Inga underarter finns listade i Catalogue of Life.